# Zeitungsgruppe
Eine Zeitungsgruppe ist eine mehr oder weniger enge Kooperation von Zeitungsverlagen, aus praktischen Gründen meist Blätter, die in einer einheitlichen Region erscheinen. Häufig gruppieren sich hierbei mehrere kleine Zeitungen um ein großes Unternehmen.
Die einer Kooperation angehörenden Einzelverlage können rechtlich voneinander unabhängig sein, sind aber nicht selten durch Beteiligungen untereinander verflochten.
Die Zusammenarbeit kann sich prinzipiell auf verschiedenste Teile der Geschäftstätigkeit erstrecken, z. B. gemeinsame Werbung, gemeinsame Anzeigenakquisition (Zeitungskombination), gemeinsam herausgegebene Anzeigenblätter, gemeinsame Druckereien, gemeinsame Verwaltung, gemeinsamer Einkauf von Bedarfsgegenständen, gemeinsamer Vertrieb, gemeinsame technische Dienstleister und/oder auch gemeinsame redaktionelle Inhalte (häufig ein gemeinsamer Mantelteil, da sich kleine Zeitungen keine eigene Hauptredaktion mit überregionalem Korrespondentennetz leisten können). 
Die Gründe für die in Deutschland bereits seit den 1960er/1970er Jahren beobachtbare Bildung von Zeitungsgruppen sind vielfältig. Wichtige Faktoren sind z. B. die zunehmenden Kosten z. B. für technische Ausstattung und Dienstleistungen, die wachsende Konkurrenz anderer Medien auf dem Anzeigenmarkt und die Wettbewerbsfähigkeit gegenüber internationalen Zeitungskonzernen.
Da Zeitungsverlage zunehmend zu medienübergreifenden Unternehmen werden („Mediengruppe“), die in den neuen Medienangeboten jedoch oft (noch) nicht ihre Kernkompetenz sehen/haben, gehen sie für solche Bereiche vielfach Kooperationen ein, wie Vermarktung von Werbung in Radiosendern und auf Onlineportalen. Ein Beispiel hierfür ist die Beteiligung vieler regionaler deutscher Zeitungshäuser an dem Online-Werbevermarkter Online Marketing Service.
Teilweise kooperieren Zeitungsgruppen auch miteinander, bzw. sind durch Beteiligungen untereinander verflochten. So kooperiert z. B. der Anzeigenverbund der Zeitungsgruppe Rhein-Neckar (ZRN) um den Mannheimer Morgen und die Rhein-Neckar-Zeitung einerseits mit der Rheinpfalz (Hauptgesellschafter Medien Union) andererseits und bildet so insgesamt die sogenannte Zeitungskombi Rhein-Neckar-Pfalz. In Norddeutschland bezieht die Zeitungsgruppe um die Wilhelmshavener Zeitung die Mantelseiten von der Nordwest-Zeitung, die wiederum an der Zeitungsgruppe Ostfriesland beteiligt ist.
In den zunehmenden Kooperationen spiegelt sich die Konzentration der deutschen Presse- bzw. Medienlandschaft wider. Sie wird von Kartellbehörden und verschiedenen gesellschaftlichen Gruppen kritisiert, weil damit einerseits zunehmende Missbrauchsmöglichkeiten der Marktmacht und andererseits ein damit verbundener Verlust von Meinungsvielfalt befürchtet werden.
Den Anzeigenkunden bietet eine Zeitungsgruppe den Vorteil, dass mit weniger Aufwand (eine Annonce) mehr Leser erreicht werden. Wenn durch Kooperationsverträge dieselben Zeitungsboten in einer Tour sowohl die örtliche Tageszeitung als auch überregionale Blätter zustellen können, ist dies für Abonnenten bequemer und schneller als die Zustellung per Post und im Vertrieb werden Kosten gespart.

## Zeitungsgruppen bzw. Zeitungskombinationen in Deutschland (Auswahl)
- Anzeigenblattgruppe Südbayern
- Mediengruppe Thüringen gehört wiederum zur Funke Mediengruppe
- media kombi nord (mkn) um die Kieler Nachrichten
- Funke Mediengruppe
- Zeitungsgruppe Ostfriesland (ZGO)
- Zeitungsgruppe Bremer Tageszeitungen / Zeitungskombi Bremen-Weser-Ems
- Zeitungsgruppe Weser-Kurier / Bremer Nachrichten (Bremer Anzeigenblock u. a. Kombinationen)
- Wilhelmshavener Zeitungsgruppe
- Zeitungsgruppe Nord (ZGN)[1]
- Zeitungsregion Nordwest (um die Nordwest-Zeitung)
- Dewezet-Zeitungsgruppe (um die Deister- und Weserzeitung)
- Berliner Zeitungsgruppe (um Berliner Zeitung / Berliner Kurier)
- Zeitungsgruppe Madsack
- Anzeigenring Südniedersachsen (ASN)
- NOZ/mh:n MEDIEN – Zeitungsgruppe Südwest-Niedersachsen (um die Neue Osnabrücker Zeitung, Schleswig-Holsteinischer Zeitungsverlag, Schweriner Volkszeitung)
- Zeitungsgruppe Lahn-Dill
- zeitungs kombi hessen (zkh)
- Zeitungsgruppe Zentralhessen
- Hessische/Niedersächsische Allgemeine (ZKH)
- Zeitungsregion Rheinland-Pfalz Saarland (ZRS) um Saarbrücker Zeitung/Trierischer Volksfreund
- Zeitungsgruppe Münsterland (ZGM) um Westfälische Nachrichten
- Nielsen-BallungsRaum-Zeitungen (NBRZ)
- Mediaregion Ruhrgebiet/Westfalen (mrw)
- Anzeigen-Cooperation Nordrhein (Big City ACN) (um General-Anzeiger (Bonn), Rheinische Post, Zeitungsgruppe Köln, Westdeutsche Zeitung, Aachener Zeitung, Aachener Nachrichten)
- Zeitungsgruppe Westfalen (ZGW)
- Zeitungsgruppe Neue Westfälische (NWZ)
- Zeitungsgruppe Rheinische Post
- Zeitungsgruppe Rhein-Neckar (ZRN)
- RheinMainMedia der Frankfurter Allgemeinen Zeitung mit der Frankfurter Neuen Presse und der Frankfurter Rundschau
- Zeitungsgruppe Ruhr Nachrichten
- AZ Plus (um die Allgemeine Zeitung)
- Sächsische Zeitung/ Morgenpost
- Zeitungsgruppe Hof/Coburg/Suhl
- Südthüringer Presse Plus
- Oberfranken-Kombi (um die Frankenpost)
- Zeitungsgruppe Main-Post (gehört zur Verlagsgruppe Georg von Holtzbrinck)
- Nordbayerischer Kurier / Zeitungsring Oberfranken
- Zeitungsgruppe Straubinger Tagblatt/Landshuter Zeitung
- Zeitungsgruppe Südostbayern
- Ring Bayerischer Heimatzeitungen
- Ippen-Zeitungsgruppe (Verleger Dirk Ippen/Münchner Merkur)
- Zeitungsgruppe Augsburger Allgemeine mit Allgäuer Zeitung
- Zeitungsgruppe Stuttgart / Stuttgarter Zeitung Anzeigengemeinschaft (STZ)
- Anzeigenverbund Schwarzwald-Baar